# جون ماينارد
جون ماينارد (بالإنجليزية: John Maynard)‏ هو قاضي ومحامي ومحامي وسياسي أمريكي، ولد في 8 يناير 1786، وتوفي في 24 مارس 1850. انتخب عضو جمعية ولاية نيويورك وانتخب عضو مجلس ولاية نيويورك وانتخب عضو مجلس النواب الأمريكي.